# Далейль, Томас Томасович
Томас (Томас Томасович) Далйелл оф Биннс  (англ. Thomas Dalyell of the Binns; 1615 — 1685) —  шотландский, британский и русский военный и государственный деятель.

## Происхождение

Герб Далейля из Биннс, 1685 год

Томас Далйелл происходил из шотландского дворянского рода. Родился в 1615 году в родовом поместье своего отца — Биннс (англ. The Binns), неподалёку от города Линлитгоу в Уэст Лотиане.

## Служба на Британских Островах
В 1642—1648 годах Далйелл служил офицером в шотландской армии под командованием генерал-майора Роберта Монро, действовавшей против вооруженных формирований ирландских католиков в Ольстере. В 1649 году Далйелл был назначен комендантом замка Каррикфергус в Северной Ирландии.
В 1649 году в Лондоне был обезглавлен король Великобритании Карл I. Это событие потрясло Далйелла.  Убежденный роялист, он в знак скорби дал обет никогда не стричь своей бороды, обет, который он не нарушил до возвращения Стюартов на престол. Вскоре и армия Монро была разбита. С остатками армии Далйелл возвращается на родину.
В 1650 году он присоединился к войскам принца Чарлза Стюарта, собиравшего своих сторонников для борьбы с Кромвелем. 3 сентября 1651 года, командуя одним из трех пехотных полков, находившихся в авангарде роялистской армии в кровопролитной битве под Вустером, Далйелл героически сражался с войсками Кромвеля, прикрывая переправы через реки Тим и Северн. В ходе боя шотландская армия потерпела сокрушительное поражение. Далйелл вместе с другими предводителями роялистов попал в плен и был заключен в Лондонский Тауэр. Однако вскоре он бежал из замка и прибыл в Нидерланды ко двору находившегося в эмиграции Чарлза Стюарта. За верность дому Стюартов Далйелл был произведен в генерал-майоры.
В январе 1654 года Далйелл вместе с генерал-майором Уильямом Драммондом вернулся в Шотландию для подготовки восстания Гленкэрна. В течение года роялисты воевали с оккупационными войсками. Генерал Джордж Монк, командовавший войсками Кромвеля, назначил специальное вознаграждение за голову Далйелла. Восстание было подавлено и Далйеллу вновь пришлось бежать.
В эмиграции Далйелл решил поступить на русскую службу, с ним поехал и его товарищ по «горной войне» Уильям Драммонд.

## Служба в России
21 июля 1656 года генерал-лейтенант Томас Дайелл и генерал-майор Драммонд приехали в Москву с рекомендательной грамотой от Карла Стюарта с просьбой принять их на русскую службу. В грамоте будущий король просил царя Алексея Михайловича принять на службу этих «весьма искусных людей в знании военных дел».
Служба в России для Далйелла началась под стенами Риги. Он был назначен командовать одним из солдатских полков в армии князя Якова Черкасского. В 1657—1658 годах Далйелл руководил подготовкой солдат для полков «нового строя». Весной 1659 года, когда возобновилась война с Польшей, полк Далйелла был переброшен в Полоцк. Здесь волевой и независимый генерал вступил в конфликт с другим волевым и независимым человеком — князем Иваном Андреевичем Хованским.

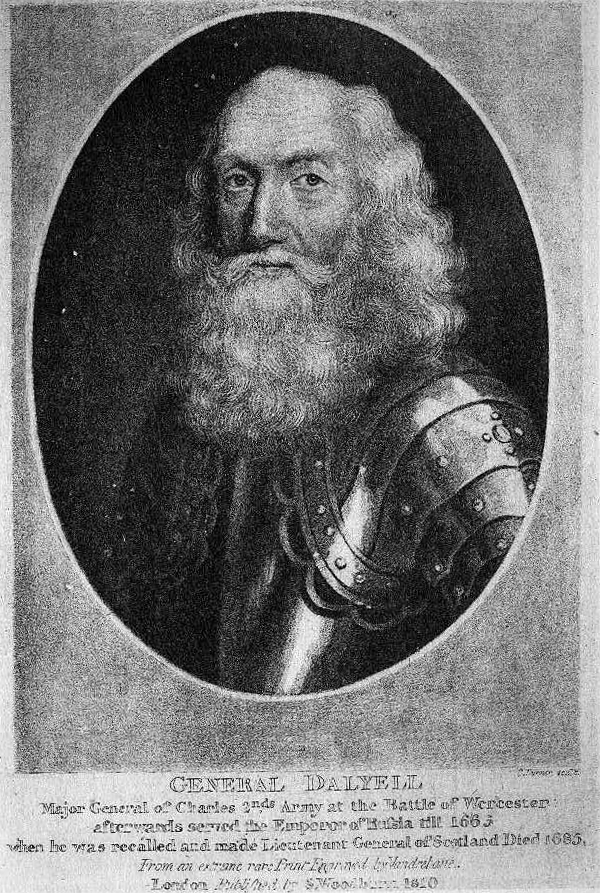
Генерал Томас Далйелл

В ночь с 15 на 16 августа 1660 года три пьяных рейтара затеяли драку со стоявшими в карауле солдатами полка Далйелла. В результате один из солдат был убит. Далйелл потребовал от Хованского наказать виновных, но воевода отказался. Тогда Далйелл поднял полк по тревоге, велев бить в барабаны. Он заявил князю, что «роздам де порох и свинец солдатам и велю по дворянам и рейтарам стрелять», а затем вывел своих солдат за город и отказался от командования, сказав, что «ему до полку дела нет», пока воевода не наведет порядок среди своих подчиненных. Хованский поспешил наказать виновных рейтар батогами, но пожаловался в Разрядный приказ, написав, что «генерал ни в чём меня не слушает и к полку не ходит».
15 сентября из Москвы в Полоцк был послан царский указ об отстранении Далйелла от командования полком «по неудовольствию» с воеводой князем Хованским. Полк было приказано передать подполковнику, но указ опоздал, а обстоятельства изменились. 22 сентября 1660 года полк Хованского, который насчитывал около 5 тысяч человек, предпринял наступление для отвлечения польско-литовских сил с южного театра военных действий, где сражались полки князя Юрия Долгорукова. После успешного боя под Толочином отряд Хованского оказался в окружении вдвое превосходящих польско-литовских сил гетмана Сапеги и Чарнецкого под Череей.
Хованский решил «сесть в обозе» (занять оборону) в Черее и дожидаться подхода со стороны Могилёва армии князя Долгорукова, выдержавшей перед этим кровопролитную битву на реке Басе. Но войска едва не подняли мятеж, потребовав отступления к Полоцку. Князь согласился и войска выступили в направлении Чашников по лесной заболоченной дороге. Когда противник узнал об этом, он направил за ними литовский конный отряд численностью 3 тысячи человек под началом полковников Кшиштофа Сапеги и Самуэля Кмитича с заданием связать боем неприятеля до подхода главных сил. Литовские хоругви атаковали арьергард русской армии, но генерал-поручик Далйелл сумел организовать отход, отбив все атаки врага. Фактически взяв на себя командование всей пехотой, он вместе с полками с боями прошел 50 верст, не допустив паники и развала армии. Ядром пехоты были солдаты Далйелла, а также московские стрельцы приказов Василия Пушечникова и Тимофея Полтева. Князь Хованский писал царю: «А на отводе были переменяясь генерал-поручик и головы московских стрельцов, солдаты заонежские и новгородские стрельцы. А за ними шли для береженья от напуску литовских людей гусар 3 роты… а сотни шли по сторонам и рейтары».
В мае 1661 года Далйелл разбил литовский отряд полковника Есмана, пытавшегося внезапно овладеть Полоцком. После этого 14 июня 1661 года последовала царская грамота: «великий государь указал боярину и воеводе князю Ивану Андреевичу Хованскому свой указ сказать, чтоб он к генералу Томасу Далейлю держал привет и ласку, и в ратном ученье воли у него не отнимал, и учинил бы его генералом над всею пехотою и над стрельцами, для того ведомо государю, что он Томас служит ему и радеет, и ратное ученье и всякий ратный строй ему за обычай».
В октябре 1661 года полк Далйелла принял участие в битве на Кушликовых горах. После поражения армии Хованского Далйеллу удалось организовать оборону Полоцка и защитить город от польско-литовских войск.
В 1663 году, в признание своих заслуг, Далйелл был произведен в полные генералы и переведен в Смоленск. В 1664 году он участвовал в отражении наступления армии короля Яна Казимира.
В 1665 году Далйелл оставил русскую службу и вернулся в Британию.

## На родине
В 1666 году Далйелл был принят при дворе короля Карла II и назначен главнокомандующим королевской армии в Шотландии. Здесь он стал настоящим проклятием для ковенантеров, которых жестоко преследовал, считая их виновниками казни короля. Среди сельских жителей ходили слухи, о том, что он был колдуном и сжигал людей, а ковенантеры называли его «Московским Зверем».
28 ноября 1666 года, Далйелл разгромил под Раллион Грин поднявших мятеж ковенантеров, не позволив восставшим захватить Эдинбург. В 1679 году на западе Шотландии вспыхнуло новое восстание ковенантеров против королевской власти. Далйелл, являясь заместителем герцога Монмута, сыграл решающую роль в битве при Босуэлл-Бридже, окончившейся поражением мятежников.
В 1679—-1685 годах он был членом Тайного совета Шотландии и членом Судебной комиссии по делу ковенантеров.

## Томас Далйелл в литературе
Генерал Далйелл является одним из персонажей романа Вальтера Скотта «Пуритане».